# جانی آکوینو
جانی آکوینو (انگلیسی: Johnny Aquino؛ زادهٔ ۲۲ دسامبر ۱۹۷۸) بازیکن فوتبال اهل اروگوئه است. آکوینو در پست هافبک و در حال حاضر در لیگ آرژانتین بازی می‌کند.